# Collège pour la Technologie professionnelle de Nanning (métro de Nanning)
La gare du collège pour la Technologie professionnelle de Nanning (chinois : 南职院站 / pinyin : Nánzhíyuàn zhàn / zhuang : Camh Nanzciyenz / anglais : Nanning College for Vocational Technology) est une station de métro de la ligne 1 du métro de Nanning. Ouverte le 28 décembre 2016, la station comprend trois entrées et une seule plateforme.

## Situation ferroviaire
La station et ses entrées sont situées de part et d'autre du carrefour des rues Shuren Lu et Daxuexi Lu. La station est la deuxième station la plus à l'ouest sur la ligne 1.

## Histoire
La station est ouverte le 28 décembre 2016.

## Service des voyageurs

### Horaires
La station est ouverte de 6h30 à 22h30 et la fréquence des passages est de 6 minutes et 30 secondes pendant les heures de pointe (7h30 à 9h00 et de 17h30 à 19h30) et de 7 minutes durant le reste de la journée. Originellement, la station était prévue ouvrir de 6h30 à 22h00 et les passages de 7 à 8 minutes, avant des modifications apportées par le bureau des transports le 28 juin 2017.

### Entrées et sorties
La station est accessible par trois entrées différentes, de part et d'autre de la rue Daxuexi Lu. La sortie C comprend un ascenseur pour les personnes handicapées.
| Numéro                                         | Destinations proches |
| ---------------------------------------------- | --- |
| Sortie A                                       | Shuren Lu (树人路), Collège municipal du parti de Nanning |
| Sortie C                                       | Collège pour la Technologie professionnelle de Nanning |
| Sortie D                                       | Shuren Lu (树人路), École supérieure de l'Académie chinoise des sciences sociales et de l'ASEAN, Université des nationalités du Guangxi (en) (campus de Xiangsi, campus Ouest) |
| Légende： Ascenseur pour personnes handicapées | |

### Desserte et structure
La station comprend une seule plateforme et aucun quai latéral.
| Niveau 0   | Entrées et sorties                                           | Entrées et sorties                                         |
| Sous-sol 1 | Salle d'accueil                                              | Service à la clientèle, boutiques et guichet libre-service |
| Sous-sol 2 |                                                              | Ligne 1 Voie 1 : En direction de Shibu                     |
| Sous-sol 2 | Quai central                                                 |                                                            |
| Sous-sol 2 | Ligne 1 Voie 2 : En direction de la Gare de Nanning-est (zh) |                                                            |